# بیوولف و گرندل
بیوولف و گرندل (به انگلیسی: Beowulf & Grendel) فیلمی محصول سال ۲۰۰۶ و به کارگردانی اشتورتلا گونارشون است. در این فیلم بازیگرانی همچون جرارد باتلر، استلان اسکاشگورد، اینکوار اکرت سیگورثون، سارا پلی، ادی مارسن، تونی کارن، رونان ویبرت، روری مک‌کین، مارتین دلانی، اسپنسر وایلدینگ، اولاویر داری اولافسون، ثروشتور لئو گونارسون و استینون الینا ثورشتینستوتیر ایفای نقش کرده‌اند.